# Praksja
Praksja (z gr. práksis - czynność, działanie) — termin stosowany w psychologii i medycynie, określający zdolność wykonywania ruchów celowych. 
W biologii praksja to zdolność kory mózgowej do sterowania wykonywaniem złożonych czynności zamierzonych — zdolność do planowania — np. ubieranie się.